# 真良氏
真良氏（しんらし）は、小早川貞平の五男・貞康（さだやす）を始祖とする小早川氏の庶流。
後に國貞姓に改姓し、現在に至る。
広島県三原市高坂町には、真良の地名（字）が残っている。